# Betelgeusia orientalis
Espèce
Betelgeusia orientalis est une espèce éteinte d'étoiles de mer de la famille des Astropectinidae et du genre Betelgeusia.

## Historique et dénomination
- L'espèce a été décrit par les paléontologues Daniel B. Blake & Roland Reboul en 2011.
- L'holotype est déposé au Muséum de Toulouse MHNT.PAL.2010.1.2

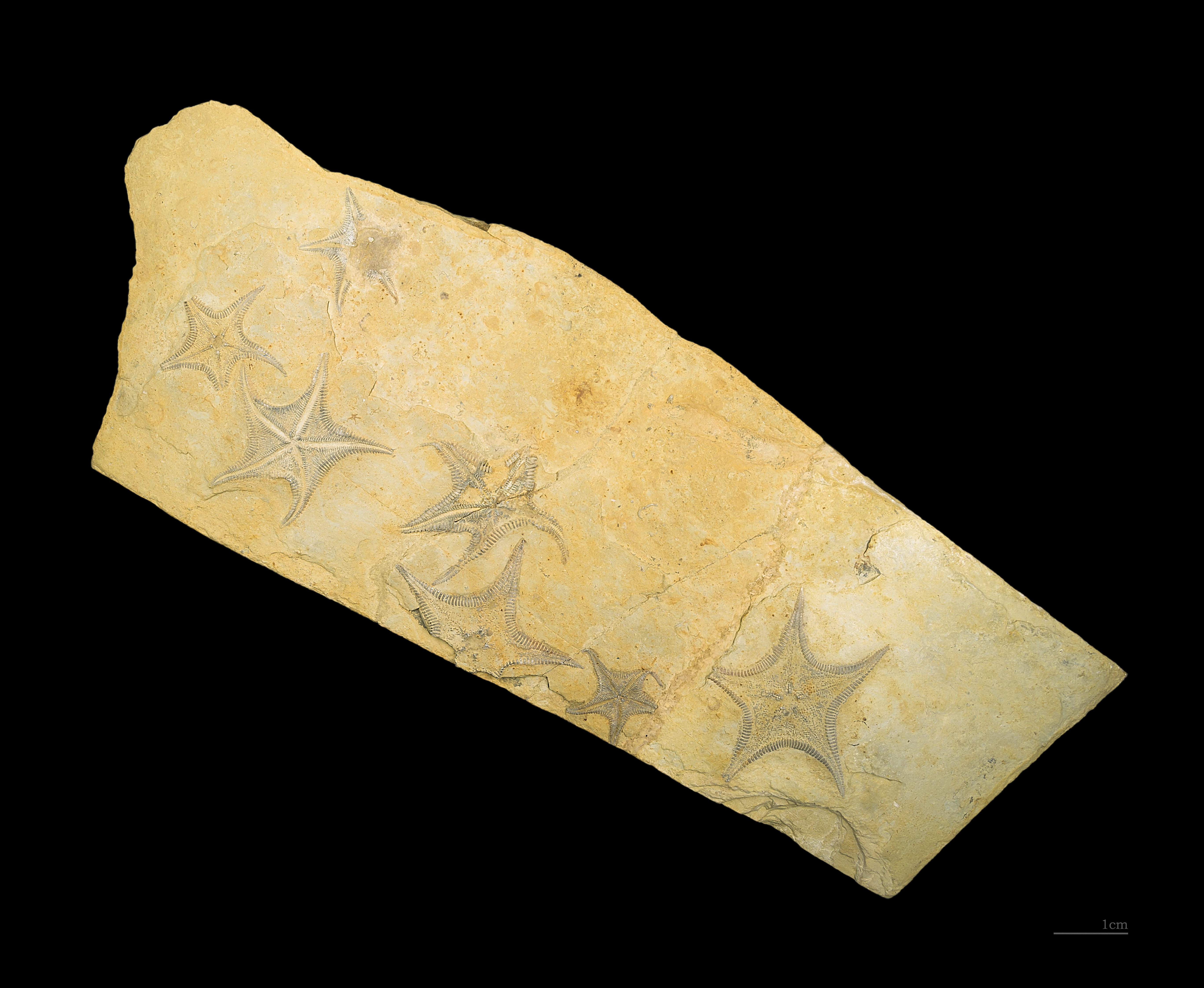
Holotype au Muséum de Toulouse

## Répartition
On le retrouve dans la province de Taourirt, au Maroc.
Elle a existé du Jurassique moyen au Crétacé.